# Tabascosauce

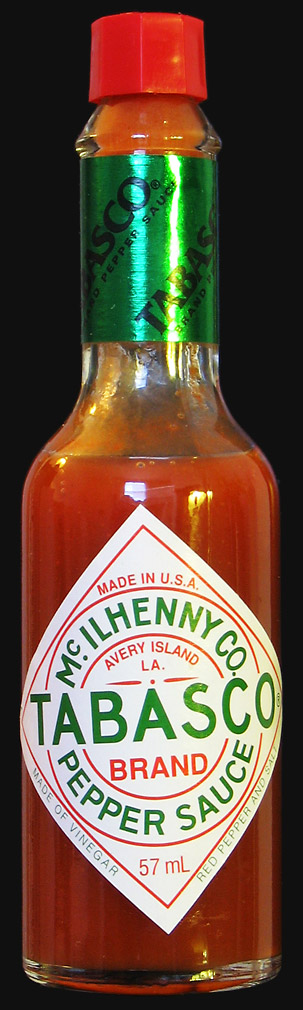
Tabascosauce

Tabascosauce (anhörenⓘ) ist eine scharfe Chilisauce auf der Grundlage von Tabasco-Chilis, die seit 1868 von dem Unternehmen McIlhenny Co. hergestellt wird. Die ursprüngliche Tabascosauce wird als Tabasco Pepper Sauce bezeichnet, inzwischen umfasst die Tabasco-Produktpalette jedoch noch weitere Saucen, zum Beispiel die mildere Tabasco Green Pepper Sauce aus grünen Jalapeño-Chilis oder die Tabasco Garlic Pepper Sauce mit Knoblauch. Der Unternehmenssitz befindet sich auf Avery Island in Louisiana. Der Name „Tabasco“ ist ein eingetragenes Warenzeichen; er leitet sich vom gleichnamigen Bundesstaat in Mexiko ab und soll in der Sprache der dortigen Ureinwohner „Land, in dem die Erde heiß und feucht ist“ bedeuten.

## Herstellung

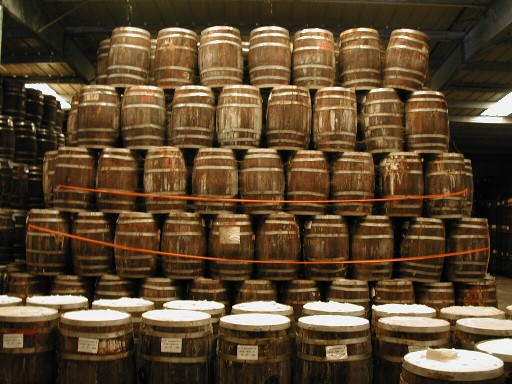
Die Maische aus zerstampften Tabasco-Chilischoten reift in Eichenfässern in einer Lagerhalle auf Avery Island

Abfüllanlage für Tabascosauce

Der genaue Herstellungsprozess sowie die Rezeptur der Tabascosauce gelten als Unternehmensgeheimnis. Bekannt ist, dass Tabascosauce aus Essig, zerstoßenen, reifen Chilis und Salz ohne Zusatz von Konservierungsmitteln oder Farbstoffen hergestellt wird. Der besondere Geschmack der Sauce entwickelt sich durch den Fermentierungsprozess, den der Chilisud während seiner bis zu dreijährigen Lagerung in Eichenfässern durchläuft. Die Fässer übernehmen sie von Jack Daniel’s, da deren Whiskey nur in neuen, unbenutzten Fässern reifen darf und diese anschließend nicht mehr benötigt werden. Die für die Sauce verwendeten Chilis stammen von Pflanzen, deren Zucht dem Unternehmen unterliegt. Das Salz wird aus den Salzvorräten von Avery Island gewonnen, dem Sitz des Unternehmens McIlhenny Co. Die Sauce wird meist in Flaschen mit einer Größe von 2 oz (57 ml) oder 5 oz (148 ml) verkauft, es gibt jedoch auch größere Abfüllungen von bis zu einer Gallone (ca. 3,8 l) und Miniaturflaschen mit 1/8 oz (ca. 4 ml).

### Anbau der Chilischoten
Ursprünglich wurden alle für Tabascosauce verwendeten Chilis auf Avery Island oder in anderen Teilen des südlichen Louisiana angebaut, oftmals auf kleinen Familienfarmen, die ihre Ernte an McIlhenny Co. oder andere Hersteller verkauften, aber auch auf Feldern des Unternehmens, auf denen Arbeiter der umliegenden Ortschaften arbeiteten. Während des Wandels von kleinen Farmen hin zu großen Agrarbetrieben, der sich im 20. Jahrhundert in den gesamten USA vollzog, änderte sich auch die Struktur der Landwirtschaft in Louisiana. Während noch 1938 Louisiana an erster Stelle der Chili anbauenden US-Bundesstaaten lag, verlagerte sich die Produktion bald in Richtung Zuckerrohr, Reis und Sojabohnen. Um jedoch die gestiegene Nachfrage an Tabascosauce und damit auch Chilis zu befriedigen, ging man dazu über, den Anbau teilweise nach Lateinamerika zu verlegen. Aufgrund der dort vorherrschenden Klimabedingungen, die für den Anbau von Chili besser sind als auf Avery Island, konnte so eine Versorgung mit frischen Chilis über das ganze Jahr hinweg gewährleistet werden. Auch heute wird ein großer Teil der Chilis in Lateinamerika angebaut, die dort wachsenden Pflanzen stammen jedoch direkt von den Pflanzen ab, die auf Avery Island angebaut werden. Von diesen werden die Samen entnommen und an die Vertragsbauern geschickt. Damit die von Hand gepflückten Chilis zur Ernte den idealen Reifegrad besitzen, wird vor dem Pflücken die Farbe der Frucht mit einem kleinen roten Stöckchen, auch „le petit baton rouge“ genannt, überprüft. Entspricht die Farbe der Chili nicht der des Stöckchens, wird die Frucht nicht geerntet. Die geernteten Chilis werden vor Ort zerkleinert, mit Salz versetzt und so nach Avery Island geliefert, wo anschließend die Reifung beginnt.

### Export
| Land              | Land           |
| ----------------- | -------------- |
| 1. Japan          | 7. Südkorea    |
| 2. Deutschland    | 8. Spanien     |
| 3. Großbritannien | 9. Frankreich  |
| 4. Mexiko         | 10. Australien |
| 5. Singapur       | 11. Südafrika  |
| 6. Kanada         |                |

Alle weltweit verkauften Tabascoflaschen werden auf Avery Island abgefüllt, es gibt keine Unterschiede in der verwendeten Rezeptur. Somit ist weltweit überall genau die gleiche Tabascosauce erhältlich. 2015 wurde die Tabascosauce in insgesamt 185 Länder verkauft, die Flaschen und Verpackungen sind in 21 verschiedenen Sprachen oder Dialekten erhältlich. Darunter befinden sich Sprachen wie Hindi und Arabisch sowie je eine Version für Deutschland, Österreich und die Schweiz (Deutsch/Französisch). In jedem Exportland existiert ein lokaler Distributor, der die Produkte direkt von McIlhenny Co. kauft und selbst für Verkauf und Marketing im jeweiligen Land verantwortlich ist. Obwohl die jeweiligen Distributoren das Marketing verantworten, kann McIlhenny Co. die Marketingkonzepte bestätigen oder auch verändern.
Der Vertrieb in Deutschland liegt in Händen von Develey Senf & Feinkost.

## Produkte

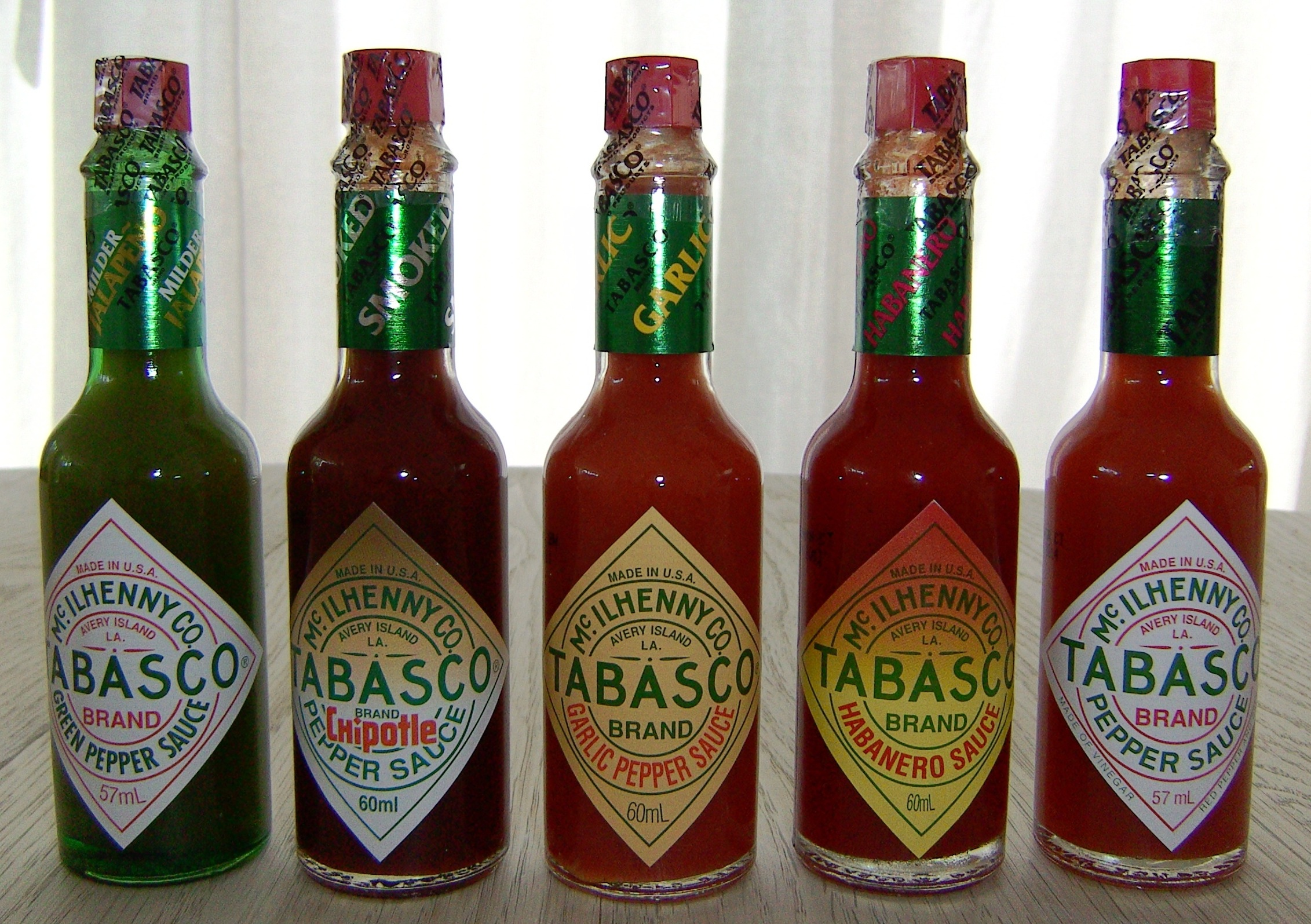
Green Pepper Sauce, Chipotle Pepper Sauce, Garlic Pepper Sauce, Habanero Sauce und Pepper Sauce

### Tabasco Pepper Sauce
Die Tabasco Pepper Sauce ist das Hauptprodukt der Tabasco-Produktlinie und wird noch heute nach dem Originalrezept von 1868 hergestellt. Die Schärfe wird mit 2500 bis 5000 SCU angegeben. Als eine der bekanntesten Chilisaucen findet sie nicht nur fast weltweit in den Küchen Einsatz, sie ist auch Bestandteil einiger Cocktails. Das bekannteste alkoholische Getränk, für das Tabascosauce verwendet wird, ist die Bloody Mary.

### Tabasco Green Pepper Sauce
Im Jahr 1993, im Jahr des 125-jährigen Unternehmensjubiläums, wurde mit der Tabasco Green Pepper Sauce eine zweite Chilisauce in das Sortiment aufgenommen. Statt der Tabasco-Chilis werden hier die grünen Früchte der Sorte 'Jalapeño' verwendet, die der Sauce zudem noch ihr eigenes Aroma geben. Die Schärfe ist mit 600 bis 1200 SCU geringer als die der ursprünglichen Tabascosauce.

### Tabasco Garlic Pepper Sauce
Zwei weitere Saucen wurden 1996 in das Programm aufgenommen. Die erste, ebenfalls milder als die originale Tabascosauce, ist die Tabasco Garlic Pepper Sauce. Die Schärfe ist mit 1200 bis 1800 SCU angegeben. Neben dem schon im Namen erwähnten Knoblauch werden Chilis der Sorten 'Cayenne', 'Tabasco' und 'Jalapeño' (hier jedoch im reifen, roten Zustand) verwendet.

### Tabasco Habanero Pepper Sauce
Die zweitschärfste Sauce mit dem Namen „Tabasco“ ist die Tabasco Habanero Pepper Sauce mit 7000 bis 8000 SCU, die ebenfalls seit 1996 hergestellt wird. Die verwendeten Habanero-Chilis zählen zu den schärfsten der Welt. Angelehnt an typische fruchtige Chilisaucen, wie sie von Jamaika bekannt sind, enthält die Sauce zusätzlich noch Mangos, Papayas, Tamarinde, Bananen, Ingwer und schwarzen Pfeffer. Aufgrund der Herstellungsweise ist die Sauce jedoch auch im Vergleich zu anderen Habanero-Chilisaucen vergleichsweise mild, da bei diesen oftmals mit Chilikonzentraten gearbeitet wird.

### Tabasco Chipotle Pepper Sauce
Einen rauchigen Geschmack hat die seit 2001 produzierte Tabasco Chipotle Pepper Sauce. Dieser ist der Verwendung von geräucherten, reifen Jalapeño-Früchten zu verdanken, die unter dem Namen Chipotle bekannt sind. Durch dieses besondere Aroma ist die Tabasco Chipotle Pepper Sauce speziell zur Verwendung bei gegrillten Speisen oder Barbecue geeignet. Die Schärfe liegt mit 1500 bis 2500 SCU leicht unterhalb der Original-Tabascosauce.

### Tabasco Sweet & Spicy Pepper Sauce
Die 2005 eingeführte Tabasco Sweet & Spicy Pepper Sauce, die mit ihrer Süße an asiatische Chilisaucen erinnern soll, ist mit nur 100 bis 600 SCU die mildeste der zurzeit erhältlichen Tabasco-Chilisaucen.

### Tabasco Buffalo Style Hot Sauce
Im März 2011 wurde die Tabasco Buffalo Style Hot Sauce mit Cayennepfeffer und Knoblauch eingeführt. Mit 300 bis 900 SCU ist sie ebenfalls vergleichsweise mild.

### Tabasco Raspberry Chipotle Pepper Sauce
Im Juni 2012 erweiterte das Unternehmen sein Sortiment um eine Sauce mit ausgeprägter Fruchtnote. Bei der Tabasco Raspberry Chipotle Pepper Sauce handelt es sich um die Tabasco Chipotle Pepper Sauce ergänzt mit Himbeerpüree. Durch diesen Zusatz schmeckt die Soße nicht nur süßlich, sondern ist auch deutlich milder als die Chipotle-Sauce. Empfohlen wird sie für die Marinade von Rindfleisch, Fisch oder Geflügel, aber auch für das Salatdressing oder auf Speiseeis.

### Tabasco Scorpion Pepper Sauce
Die schärfste Sauce mit dem Namen „Tabasco“ ist mittlerweile die Tabasco Scorpion Pepper Sauce mit rund 50.000 SCU. Sie ist damit etwa 10 bis 20 mal schärfer als die Original-Tabascosauce. Die Tabasco Scorpion Pepper Sauce löste damit die Tabasco Habanero Pepper Sauce als schärfste Tabascosauce ab. Für die Schärfe verantwortlich sind Scorpion Pepper Chilis, als weitere Zutaten werden unter anderem Guavenpüree, Ananas, Gewürze und Chilimark angegeben.

### Weitere Produkte
Außer auf den Tabascosaucen selbst ist das Tabasco-Logo auf einer Vielzahl anderer Produkte zu finden. Zum einen sind dies Produkte, die unter der Tabasco-Hauptmarke verkauft werden wie Sojasauce, Worcestershiresauce, Sriracha-Sauce, Teriyaki-Marinade, sauer eingelegte Gemüse und Oliven oder Chili-Gelee. Zum anderen gibt es aber auch Produkte, die zum Angebot anderer US-amerikanischer Markenunternehmen gehören, aber mit Tabascosauce hergestellt werden. Bei diesen Produkten wird das Tabasco-Logo zusätzlich auf der Verpackung abgebildet, um die Bekanntheit beider Marken zu nutzen.
Dieses Co-Branding genannte Werbekonzept wurde von McIlhenny 1987 mit dem Fleisch-Snack Slim Jim Spiced with TABASCO Sauce der Goodmark Foods, Inc. (heute ConAgra Foods) eingeführt. Weitere Beispiele für solche Kooperationen sind Heinz Ketchup Kick’rs, Hormel Hot & Spicy Tabasco Flavored Chili oder A1 Bold & Spicy Steak Sauce with Tabasco von Kraft Foods Group und sogar Süßwaren wie Jelly-Belly-Bohnen.

## Geschichte

Unternehmenssitz der McIlhenny Co., Avery Island

Das noch heute in Familienbesitz befindliche Unternehmen McIlhenny Co. kann auf eine Geschichte blicken, die bis in die Mitte des 19. Jahrhunderts zurückreicht. Viele der in Berichten über die Unternehmensgeschichte erwähnten Details und Fakten sind ausschließlich durch Familienüberlieferung bekannt, sodass im Nachhinein die Richtigkeit der Aussagen oft nicht belegt werden kann.

### Gründung des Unternehmens
Dem Gründungsmythos des Unternehmens zufolge soll Edmund McIlhenny die ersten Samen der Tabasco-Chilis von einem Fremden geschenkt bekommen haben. Dieser soll die Chilischoten in Mittelamerika erhalten haben, bevor er nach Louisiana kam, wo er Edmund McIlhenny traf. Diese Begegnung könnte um 1850 datiert sein, die Samen könnten ein Mitbringsel aus dem Mexikanisch-Amerikanischen Krieg von 1846 bis 1848 gewesen sein.
Als die Familie McIlhenny 1863 wegen des Amerikanischen Bürgerkriegs flüchten musste, hinterließen sie auf der im Familienbesitz befindlichen Insel Avery Island neben den Salzminen auch einige Chilipflanzen. Als die Familie nach dem Krieg zu ihren Besitztümern zurückkehrte, war das Anwesen verwüstet, nur einige der Chilis sollen erhalten geblieben sein.
In den nächsten Jahren experimentierte Edmund McIlhenny mit der Herstellung von Saucen aus den Früchten dieser Pflanzen, bis er 1868 mit dem Verkauf seiner eigenen Sauce begann. Die ersten 350 Flaschen, die als Muster an verschiedene Händler verteilt wurden, sollen alte, ausgewaschene Parfümflaschen gewesen sein. So war es möglich, die Sauce tropfenweise zu portionieren. Nachdem von verschiedenen Händlern eine positive Rückmeldung auf die Saucenproben gekommen war, ging Edmund McIlhenny dazu über, mit der eigens gegründeten Unternehmung McIlhenny Co. seine Sauce in größerem Maßstab herzustellen. Die ersten regulär verkauften Flaschen waren ebenfalls Parfümflaschen, diesmal jedoch neue, von einem Glaswerk in New Orleans gekaufte Flaschen.

### Herkunft des Namens „Tabasco“
Als Edmund McIlhenny erstmals die von ihm hergestellte Sauce verkaufen wollte, sollte diese zunächst in Anlehnung an die im Familienbesitz befindliche Insel Avery Island den Namen Petite Anse Sauce tragen. Jedoch waren andere Familienmitglieder dagegen, den Namen der Insel für kommerzielle Zwecke zu gebrauchen, so dass sich McIlhenny für den Namen Tabasco Pepper Sauce entschied. Für den Namen Tabasco gibt es verschiedene etymologische Erklärungen, die verbreitetste besagt, dass das Wort in etwa „Land, in dem die Erde heiß und feucht ist“ bedeutet, es gibt jedoch auch die Theorie, dass die eigentliche Bedeutung „Platz der Korallen oder Austern“ ist.
Dafür, dass damit jedoch nicht Avery Island gemeint ist, sondern die gleichnamige Region in Mexiko, spricht die Tatsache, dass zu dieser Zeit bereits reger Schiffshandel zwischen New Orleans und der Region Tabasco über den Golf von Mexiko bestand. Bereits zu dieser Zeit war Tabasco für den Anbau und Export von Chilis bekannt, so dass angenommen werden kann, dass McIlhenny diese Assoziation zwischen dem Namen der Region und den dort angebauten Chilis für den Namen seiner Sauce nutzte. Ob die von ihm angebauten Pflanzen jedoch tatsächlich aus Mexiko stammten, ist nicht bekannt, da er ihren Ursprung nicht dokumentierte und sie in seinen Aufzeichnungen auch nur als pepper bezeichnete. Erst 1888 beschrieb der Botaniker E. Lewis Sturtevant die von McIlhenny angebaute Chilisorte als Capsicum frutescens cv. 'Tabasco'.

### General Hazard
Einem General Hazard, der um 1868 ein höherer Bundesangestellter in Louisiana gewesen sein soll, wird in vielen Berichten eine bedeutende Rolle in den frühen Tagen der Tabascosauce zugesprochen. Es heißt, dass er eine der ersten Tabascoflaschen von Edmund McIlhenny bekam und von der Sauce so begeistert war, dass er seinen Bruder, einen bedeutenden Lebensmittelhändler aus New York, davon überzeugte, die Sauce landesweit zu vertreiben. Neuere Nachforschungen haben ergeben, dass diese Geschichte nicht wahrheitsgetreu überliefert sein kann. Zwar gab es besagten General Hazard, aber er war nach aktuellen Erkenntnissen nicht mehr im Dienst, als er nach Louisiana kam. Des Weiteren war der Lebensmittelhändler E. C. Hazard nicht der Bruder, sondern ein Cousin des Generals. Welche genaue Rolle er bei der Einführung der Tabascosauce spielte, ist nicht bekannt.

### Herkunftsangabe
Seit Unternehmensgründung der McIlhenny Co. war auf allen Tabascoflaschen und -verpackungen als Herkunftsort und Unternehmenssitz „New Iberia, LA“ angegeben. Dies beruhte vor allem darauf, dass New Iberia der nächstgelegene Hafen von Avery Island aus gesehen war. Erst in den 1980er Jahren wechselte die Ortsangabe zur eigentlichen Heimat der Tabascosauce „Avery Island, LA“.

### Der Streit um Patent- und Namensrechte

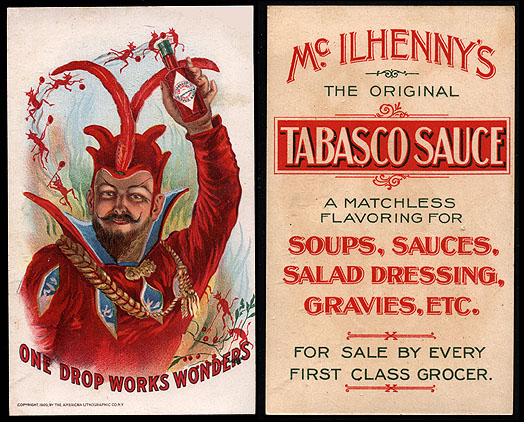
Werbung für McIlhenny’s Tabasco Sauce (um 1900)

Als im Laufe der Zeit die Tabascosauce der McIlhenny Co. an Beliebtheit gewann, versuchten Mitbewerber am Erfolg der Sauce teilzuhaben. Daraus entwickelten sich teilweise langwierige Streitfälle, die meist vor Gericht endeten. Ein häufiger Streitpunkt war dabei die Herstellungsmethode, die im Jahr 1870 von McIlhenny unter der Nummer „US 107,701“ patentiert wurde. Andererseits versuchte McIlhenny Co. zu verhindern, dass andere Mitbewerber durch den Gebrauch des Begriffs Tabasco oder durch optische Nachahmung der Verpackung ähnliche Produkte verkaufen konnten.

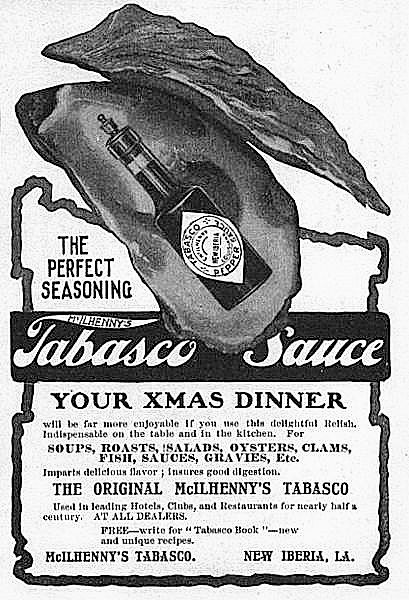
Werbung für Tabasco-Sauce (1905)

Durch das in dieser Zeit im Umbruch befindliche Patent- und Markenrecht in den USA waren viele Rechtsgrundlagen noch nicht vorhanden, sodass viele unterschiedliche Urteile für und gegen McIlhenny Co. gefällt wurden und sich diverse Rechtsstreitigkeiten bis 1920 hinzogen.
Das Urteil von 1920 besitzt noch heute Rechtskraft, McIlhenny Co. darf als einziges Unternehmen Tabascosauce herstellen und so sogar Saucen nennen, die keine Chilis der Sorte 'Tabasco' enthalten. Da jedoch mittlerweile der Patentschutz auf die Herstellungsweise abgelaufen ist, dürfen andere Hersteller auf ähnliche Weise produzierte Saucen verkaufen. Diese werden zumeist mit dem Namen Louisiana Style gekennzeichnet und dürfen den Hinweis tragen, dass sie aus 'Tabasco'-Chilis hergestellt sind.

### Edmund McIlhenny und Maunsel White
Viele Gerüchte ranken sich um die Verbindung zwischen den beiden Männern, denen die Herstellung der Ur-Tabasco-Sauce zugeschrieben wird. Während oftmals behauptet wird, Edmund McIlhenny habe die Chilisamen oder sogar das Rezept für seine Sauce von Maunsel White erhalten und zu seinen Gunsten genutzt, legt die McIlhenny Co. Wert darauf, dass es keinen Beleg für eine solche Verbindung gibt. Die einzige bekannte Verbindung zwischen beiden Saucenherstellern ist eine Freundschaft zwischen Maunsel White und Edmund McIlhennys Schwiegervater Daniel Dudley Avery. Ob jedoch ein Austausch von Chilisamen oder gar Rezepten stattfand, ist nicht bekannt.

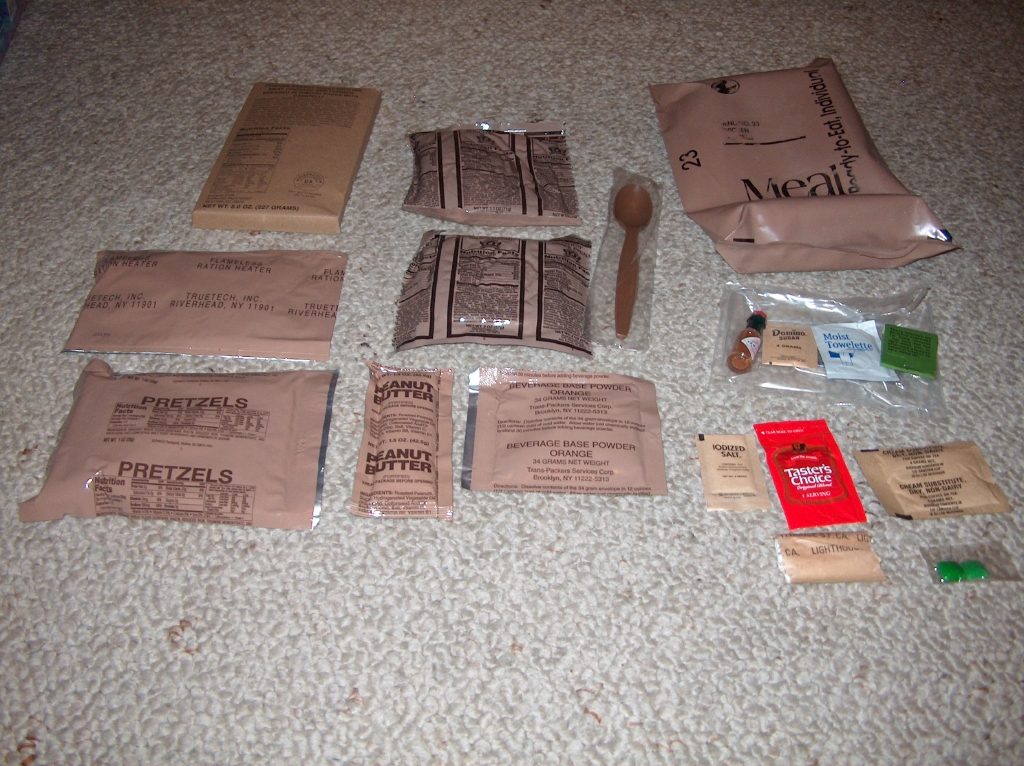
US-amerikanisches MRE (Meal, Ready To Eat) mit Miniflasche Tabascosauce (Mitte rechts)

### Verbindungen zum US-Militär
Wenig bekannt ist die Tatsache, dass die McIlhenny Co. seit langer Zeit enge Beziehungen zum US-amerikanischen Militär pflegt. Schon der zweite Präsident des Unternehmens und Sohn von Edmund McIlhenny, John Avery McIlhenny, kämpfte im Spanisch-Amerikanischen Krieg für das 1st U.S. Volunteer Cavalry Regiment. Sein Sohn, Walter S. McIlhenny, der von 1949 bis 1985 das Unternehmen führte, war als ehemaliger Soldat im Zweiten Weltkrieg auch nach dem Krieg als Reservist dem US Marine Corps sehr nahe, zuletzt im Dienstgrad eines Brigadier General. Während des Vietnamkriegs verfasste er das „The Charlie Ration Cookbook“, ein Kochbuch für die Feldrationen der US-Soldaten in Vietnam. Das Buch wurde zusammen mit einer Flasche Tabascosauce in einem wasserdichten Behältnis an die Front geschickt. Es enthält Rezepte mit Namen wie „Breast of Chicken under Bullets“ (Hühnerbrust unter Kugeln), „Battlefield Fufu“ (Schlachtfeld-Fufu) oder „Cease Fire Casserole“ (Waffenstillstandsauflauf). 1984 erschien ein weiteres von Walter S. McIlhenny verfasstes Kochbuch mit dem Titel „The Unofficial MRE Recipe Booklet“, das mit Beetle-Bailey-Comics illustriert ist. Noch heute ist Tabascosauce Bestandteil verschiedener MRE-Packungen (Meal, Ready to Eat) des US-amerikanischen Militärs. Bekannt wurde ein „Tabasco-Weihnachtsbaum“ von US-Soldaten während des Einsatzes in Afghanistan im Dezember 2001. Der Baum wurde aus Zeltplanen gebaut und mit den Miniaturflaschen aus den Essensrationen behängt.

### Pflege der Heimat- und Unternehmenstradition

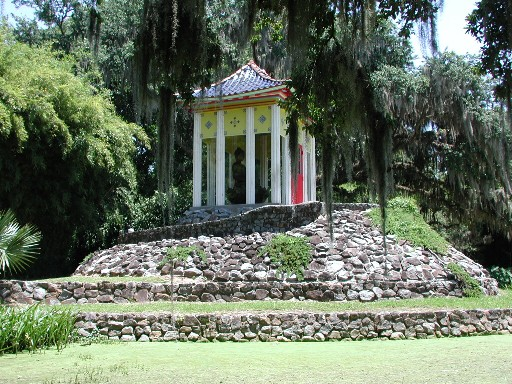
Tempel im Jungle Gardens auf Avery Island

Die Details der teilweise recht bewegten Geschichte der McIlhenny Co. werden heute mehr als zuvor gepflegt. Das Unternehmen beschäftigt einen Historiker, der bemüht ist, Fakten und Legenden auseinanderzuhalten und die Geschichte des Unternehmens möglichst genau darzustellen.
Zudem ist man bemüht, die Natur der kleinen im Unternehmensbesitz befindlichen Insel Avery Island weitgehend unberührt zu lassen. Bereits 1892 wurde vom damaligen Präsidenten des Unternehmens, Edward Avery „Mr. Ned“ McIlhenny, ein Vogelreservat geschaffen, das später den Namen Bird City erhielt. Der Schmuckreiher, der schon fast vor dem Aussterben stand, konnte unter anderem durch die Population in diesem Reservat überleben. Bird City ist heute Teil der Jungle Gardens, in denen neben seltenen Vögeln auch seltene Pflanzen zu besichtigen sind.
Als Edward Avery McIlhenny 1949 starb, hinterließ er seinem Neffen John Stauffer McIlhenny eine umfangreiche Sammlung an naturwissenschaftlichen Büchern, die von diesem weiter ausgebaut und gepflegt wurde. 1971 stiftete er diese Sammlung der Louisiana State University und ergänzte diese bis zu seinem Tod 1997. Heute umfasst die McIlhenny Collection etwa 6000 Bände, unter anderem eine Ausgabe der Libri de re rustica aus dem Jahre 1514.
Eine von Walter S. McIlhenny begonnene Sammlung von Kochbüchern befindet sich weiterhin im Besitz des Unternehmens und wird weiter ergänzt. Schwerpunkt der Sammlung liegt auf den Community Cookbooks genannten Rezeptsammlungen von nichtkommerziellen Einrichtungen und Vereinen. Mit den Tabasco Community Cookbook Awards werden jährlich die besten dieser Kochbücher ausgezeichnet; erreicht eines der Kochbücher eine Verkaufszahl von über 100.000 Exemplaren, kann es in die Walter S. McIlhenny Hall of Fame aufgenommen werden.
Trotz starker Bestrebungen im Naturschutz gestattet es McIlhenny Co. seit 1941 Erdöl aus den Lagerstätten in der Nähe von Avery Island zu fördern. Bis 1986 förderte Exxon USA bzw. das Vorgängerunternehmen Humble Oil Company 95 Millionen Barrel Öl. Um jedoch das Erscheinungsbild sowie die Flora und Fauna der Insel nicht durch die Anwesenheit der Ölindustrie zu gefährden, hat McIlhenny Co. von jeher Wert darauf gelegt, entsprechende Klauseln in die Nutzungsverträge aufzunehmen. So müssen beispielsweise alle Pipelines auf Avery Island unterirdisch verlegt werden.
2004 kündigte McIlhenny Co. an, ein Museum in New Orleans einrichten zu wollen, um die Geschichte des Unternehmens noch besser präsentieren zu können. Das Projekt musste jedoch eingestellt werden, da im August 2005 Hurrikan Katrina Teile von Louisiana und New Orleans zerstörte und die Baukosten in Folge erheblich gestiegen wären. Stattdessen wurde später ein Museum am Firmensitz in Avery Island eingerichtet, das im Februar 2016 eröffnet wurde.

## Sonstiges

### Boykott im britischen House of Commons
Im Jahr 1932 startete die britische Regierung eine Aktion namens „Buy British“, um den lokalen Handel zu unterstützen. Bezugnehmend auf diese Aktion gab es am 13. Dezember 1932 eine Anfrage während der Sitzung des House of Commons, warum weiterhin die aus den USA stammende Tabascosauce in den Speiseräumen des House of Commons angeboten werde. Sir J. Ganzoni, Leiter des Küchenkomitees, antwortete daraufhin „that only eight […] bottles of tabasco sauce, each holding about 2oz, had been ordered for the dining rooms of the House of Commons during the past year. […] No more tabasco sauce would now be purchased after the present supply was exhausted.“ (… dass im vergangenen Jahr nur acht 2oz-Flaschen für die Speiseräume des House of Commons bestellt wurden. […] Sobald der momentane Vorrat aufgebraucht sei, werde keine weitere Tabascosauce mehr gekauft.) Erst durch diese Aussage wurde man auch in Amerika auf die Aktion „Buy British“ aufmerksam. William Randolph Hearst, Medienmogul dieser Zeit, startete daraufhin eine Gegenaktion, die sich nicht nur gegen die englische Konkurrenz, sondern gegen alle Billigimporte wendete.
Teilweise wird behauptet, die Mitglieder des Britischen Unterhauses hätten später selbst gegen den Tabascoboykott Protest eingelegt, da es keine vergleichbare britische Sauce gab und somit die Tabascosauce in die Speiseräume zurückgeholt. Wann und wie die amerikanische Sauce jedoch ihren Weg zurück ins House of Commons fand, ist nicht belegt.

### Kurzzeitiges Engagement im Motorsport
Im Jahr 1997 gab McIlhenny Co. bekannt, als Sponsor für das ISM Racing Team unter Leitung von Bob Hancher im NASCAR Winston Cup aufzutreten. Der Pontiac Grand Prix mit der Startnummer 35 und Todd Bodine als Fahrer trat zum ersten Mal beim Rennen auf dem Charlotte Motor Speedway am 5. Oktober 1997 an den Start und belegte Platz 26. Bei weiteren Rennen in der Saison 1998 konnte Bodine zwar einmal den zehnten Platz belegen, landete sonst meist im hinteren Mittelfeld oder konnte sich erst gar nicht für das Rennen qualifizieren.
Daher beschloss das Team, ohne Rücksprache mit dem Sponsor, Bodines Vertrag zu lösen und im 17. Rennen der Saison Gary Bradberry als Fahrer einzusetzen, der jedoch mit Motorschaden ausschied. Im 18. Rennen sollte dann Jimmy Horton den Wagen fahren, konnte sich jedoch nicht für das Rennen qualifizieren. Infolgedessen wurde das Team, wieder ohne Rücksprache mit dem Sponsor McIlhenny, an Tim Beverly verkauft, der kurz zuvor schon ein anderes NASCAR-Team kaufte und als Tyler Jet Motorsports weiterführte. Er entschied, die Wagen zwischen beiden Teams zu tauschen, so dass am 1. August 1998 der Chevrolet des Tyler Jet Motorsports-Team in den Tabasco-Farben fuhr, mit Darrell Waltrip als neuem Fahrer.
Bereits kurz nach dem Rennen gab es erste Gerüchte über erboste Reaktionen seitens der McIlhenny Co., die ihre PR-Strategie sowohl auf Todd Bodine als Fahrer als auch auf einen Pontiac als Fahrzeug ausgerichtet hatten. Am 4. August 1998 wurde von Paul McIlhenny, CEO der McIlhenny Co., Aufklärung über das Geschehen um den Wagen des „Team Tabasco“ gefordert, da er bis dahin mit Tim Beverly, dem neuen Besitzer des Teams, noch kein Wort gesprochen hatte. Während des darauffolgenden Rennens am 9. August startete zwar erneut der Chevrolet für das Team, jedoch war ab dem nächsten Rennen am 16. August wieder der Pontiac in den Tabasco-Farben zu sehen, am Steuer weiterhin Darrell Waltrip. Am Ende der Saison zog sich McIlhenny Co. aus dem Motorsport zurück.

### Tabascosauce in Film und Literatur
In verschiedenen Filmen taucht Tabascosauce als Requisite auf. Dazu gehören Der Einwanderer mit Charlie Chaplin (1917), La Cucaracha (1934), die James-Bond-Filme Der Mann mit dem goldenen Colt (1974) und Der Spion, der mich liebte (1977) sowie Apocalypse Now (1979).
Auch in Zurück in die Zukunft III (1990), Voll normaaal (1994), der Serie Roswell, Ben Afflecks wenig bekanntem Film Gigli (2003), in The Fast and the Furious: Tokyo Drift (2006) sowie im Zeichentrickfilm Küss den Frosch (2009) taucht die bekannte Chilisauce auf. Im Lucky-Luke-Comic Die Eskorte wurde Tabasco unter anderem zum Ausbrechen aus dem Gefängnis verwendet.